# Karima (chanteuse)
Karima, nom de scène de Kalima Hamidi, née le 8 janvier 1973 à Marseille et morte le 9 avril 2019 dans la même ville, est une chanteuse française. Elle est connue pour avoir été membre de la Fonky Family et chanté le refrain du tube Bad Boys de Marseille d'Akhenaton.

## Parcours
Karima est l'une des premières femmes à intégrer le milieu naissant du rap français dans les années 1990, mais en ressort aussitôt. Elle intègre le groupe Fonky Family, fondé en décembre 1994, qui cherche à introduire des refrains chantés et mélodieux dans ses chansons. La rencontre avec Akhenaton du groupe IAM au printemps 1995 est décisive pour le groupe qui est invité à enregistrer Bad Boys de Marseille à Naples. À l'été 1996, la Fonky Family, dont Karima, alors âgée de 22 ans, sont invités à New York par Akhenaton pour tourner le clip de la seconde version de la chanson.
Le refrain chanté par Karima contribue au succès du morceau. Pour Akhenaton, le single marque un tournant dans l'histoire du rap français, dans la mesure où le morceau est joué par des radios grand public comme NRJ ou Fun Radio. C'est ce morceau qui marque un changement radical dans la programmation de Skyrock, qui devient une radio spécialisée dans le rap. À l'annonce de son décès, Libération rend hommage à Karima, « une anonyme à la voix célèbre, à tout jamais ».
Karima pose sa voix sur deux autres titres d'Akhenaton dans son album Métèque et mat : Je ne suis pas à plaindre et Au fin fond d'une contrée...

## Rupture avec la Fonky Family
Pour Sat l'Artificier, le rappeur de la Fonky Family, Karima « a intégré le groupe quand on était dans cette période très funk, parce qu'on voulait des refrains chantés [...] on avait vraiment accroché à sa voix. Elle était avec nous sur scène ce fameux soir où on a rencontré IAM, ce qui a fait qu'elle s'est retrouvée sur Métèque et Mat. Mais en prenant un virage plus dur, elle a eu de plus en plus de mal à trouver sa place dans l'équipe, jusqu'au moment où on s'est rendu compte que c'était plus la peine. Elle a voulu arrêter le chant pour se mettre au rap mais ça ne collait pas. Ça s'est terminé froidement ». Un autre membre de la Fonky Family, DJ Djel, confirme le tournant rap où la « présence d'une voix féminine n'était plus nécessaire ».
Bien que Sat l'Artificier déclare à l'Abcdr du son qu'aux débuts de la Fonky Family « c'était comme si elle faisait partie du groupe », le statut de Karima reste celui d'une choriste, plus que d'un membre à part entière du groupe. En témoignent les photos prises dès les débuts du groupe où elle n'apparaît jamais.
La rupture entre Karima et le groupe annonce une longue traversée du désert pour cette dernière. L'un de ses proches déclare dans les colonnes du Parisien qu'au « niveau artistique, elle n'a pas eu la chance de rebondir. Elle a très mal vécu cette période au point d'avoir le morceau et le clip de Bad Boys de Marseille en horreur et a passé dix ans à recevoir de fausses promesses ». Karima devient aide à domicile et s'occupe de ses parents âgés, sans renoncer à l'idée de remonter un jour sur scène. En effet, elle continue à écrire des textes engagés.
Le parcours de Karima témoigne de la difficulté des femmes à s'imposer dans le milieu du rap français à ses débuts. Elle aurait fait part de son intention de militer auprès du syndicat des piailleuses pour « aider les jeunes filles qui débarquaient dans l'univers du rap ».
Dans un épisode du Podcast Quoi de meuf ? intitulé « Paye ton flow : rappeuses d'hier et d'aujourd'hui », la sociologue Kaoutar Harchi revient sur la trajectoire de Karima. Cette dernière n'est pas reconnue pour le succès de Bad Boys de Marseille et même exclue du groupe de la Fonky Family, à une époque où le rap français est en pleine « négociation de la place des femmes ». Elle ajoute que ce n'est qu'au début des années 2000 que les femmes cessent « d'escorter musicalement les rappeurs, et qu'elles vont s'imposer avec une forme d'autonomie accrue. Elles ne sont plus derrière les hommes et derrière les micros, elles sont à l'avant de la scène. [...] À cet égard, Lady Laistee a joué un rôle fondamental avec son album Black Mama ».

## Décès
Le 9 avril 2019, la chanteuse, alors âgée de 46 ans, est décédée à Marseille des suites d'une longue maladie. L'annonce publique de son décès n'intervient que le 18 novembre 2020 sur Twitter par Sat l'Artificier, membre de son ancien groupe.